# 心血管檢查
心血管檢查（cardiovascular examination）是體檢中理學檢查的一部份，其中包括了循环系统（心血管系統）的檢查。實際會進行的檢查會視患者的主訴而不同，完整的檢查會包括心臟（心臟檢查）、肺（肺部檢查）、腹部（腹部檢查）以及血管（周邊血管檢查）。
心血管檢查會以不同的評估方法為基礎，包括了以下部份：血壓和脈搏的量測、目視、觸診、扣診及聽診、肺部檢查、腹部檢查及周邊血管檢查。病患的檢查會需要在不同的檢查方法之間切換，甚至檢查不同的器官，以節省時間，也讓患者比較舒適：例如，在小孩感到無聊之前就先聽心音以及肺音。需要的設備有血压计以及聽診器。

## 血壓和脈搏的量測
血壓和脈搏可以看出心臟運作的情形，測量血壓可以用自動的血壓計，也可以用人工血壓計加上聽診器。正常的收縮壓會小於120 mm Hg，正常的舒張壓就會小於80 mm Hg。若二個手量到的血壓差距超過15 mm Hg，可能表示病患有血管上的問題。
正常的心率在每分鐘60次到100次之間，一般會在桡动脉量測。正常的心率（heart rate）及心律（heart rhythm）會記錄為RRR。